# Chase H.Q.
Chase H.Q. (チェイスH.Q.?  "Jefatura de persecución") es un juego de carreras de combate vehicular, lanzado originalmente como un juego de arcade por Taito en 1988. El jugador asume el papel de un oficial de policía llamado Tony Gibson, miembro del "Departamento de Investigación Especial de Chase". Junto con su compañero, Raymond Broady, debe detener a los delincuentes que huyen en persecuciones a alta velocidad en un Porsche 928 negro.
Chase H.Q. fue portado a muchas computadoras domésticas por Ocean Software en 1989, incluidas versiones para ZX Spectrum, Amstrad CPC, Commodore 64, MSX, Amiga y Atari ST. Taito produjo versiones para Family Computer (1989), Game Boy (1990), Master System (1990), TurboGrafx-16 (1990), Game Gear (1991) y Saturn (1996). Fue lanzado para PlayStation 2 en Japón en 2007 como parte de Taito Memories II Volume 2.
El juego fue un éxito comercial, convirtiéndose en el juego de arcade dedicado con mayor recaudación en Japón de 1989 y también se convirtió en un éxito en el extranjero para salas de juegos y sistemas domésticos. El juego también fue bien recibido por la crítica. A veces se lo ve como un sucesor espiritual del anterior Full Throttle de Taito. Le siguieron tres secuelas basadas en arcade: Special Criminal Investigation (1989), Super Chase: Criminal Termination (1992) y Chase H.Q. 2 (2007). También se lanzaron dos spin-offs: Crime City (1989) y Quiz H.Q. (1990).

## Jugabilidad
Al comienzo de cada nivel, se le informa al jugador a quién está persiguiendo, y en que coche, a una gran distancia: se debe detener al criminal antes de que expire el límite de tiempo. El automóvil del criminal se aleja constantemente, por lo que si el jugador choca repetidamente o conduce demasiado lento, el criminal escapará. En algunos puntos durante el juego, el camino se divide y se debe tomar el camino correcto, de lo contrario, llevará más tiempo llegar hasta el criminal. Cuando se alcanza su vehículo, se amplía el límite de tiempo; el vehículo debe ser embestido varias veces hasta quedar destrozado y obligarle al criminal a detenerse, posteriormente será arrestado.
El juego incluye cinco niveles. Tanto el límite de tiempo inicial para alcanzar al criminal como la extensión de tiempo para atrapar al criminal son 60, 65 o 70 segundos.
Cuando Nancy en Chase H.Q. (al comienzo de cada nivel) llama por radio, la frecuencia suele estar entre 144 y 148 Megahercios. Esta es en realidad la banda de 2 metros de frecuencias de radioaficionados.
Aunque superficialmente similar en tecnología a Out Run de Sega, Chase H.Q. presenta avances técnicos significativos sobre ese título en la presentación de perspectiva, colinas y divisiones de pista.
La lista de criminales (para las versiones de arcade) es la siguiente:
1. Ralph, el asesino de Idaho (Lotus Esprit blanco)
2. Carlos, el ladrón a mano armada de Nueva York (Lamborghini Countach amarillo)
3. Vendedores de estupefacientes de Chicago (Porsche 959 plateado)
4. Secuestrador de L.A. (Ferrari 288 GTO azul)
5. Espía del Bloque del Este (Porsche 928 rojo)
El coche del último criminal siempre aparece como no identificado.
Si se completa el nivel, los puntos de bonificación son los siguientes: si se completa sin continuar, 100.000 veces el nivel en juego, de lo contrario se obtienen 10.000; además, se otorgan 5000 puntos por segundo que hayan quedado de sobra al completar el nivel. Se obtiene un premio de 5.000.000 de puntos por ganar el juego.

## Ports y versiones relacionadas
Ocean lanzó versiones del juego para ZX Spectrum, Amstrad CPC, Commodore 64, Commodore Amiga y Atari ST en diciembre de 1989. La versión para MSX se lanzó en febrero de 1990 únicamente en España, aproximadamente un mes después del lanzamiento del resto de versiones de Ocean en ese mercado.
Taito produjo ports (conocidos como Taito Chase H.Q.) para la Nintendo NES (1989), Game Boy (1990/1991), Master System (1990), TurboGrafx-16 (1990) y Game Gear (1991). Fue lanzado en Genesis como Chase H.Q. II (conocido como Super H.Q. en Japón), con algunos cambios menores, incluidos vehículos de jugadores alternativos.
En diciembre de 1990, el juego se incluyó en la compilación Wheels Of Fire, que también incluía Hard Drivin, Power Drift y Turbo OutRun. En junio de 1991, el juego fue lanzado en la compilación Power Up, que también incluía Altered Beast, Turrican, Rainbow Islands y X-Out.
En 1991, el juego fue lanzado para FM Towns.
En 1993, Taito lanzó Super Chase H.Q. (conocido en Japón como Super HQ Criminal Chaser) para la Super Nintendo. A diferencia de otras versiones caseras, se juega en perspectiva de primera persona y se basa en Super Chase: Criminal Termination en lugar del Chase H.Q. original. El juego se basa en el original con algunos aspectos de SCI incorporados. Una versión PAL de Super Chase H.Q. fue lanzada exclusivamente en Australia en 1993 por Mattel (distribuidor de Nintendo ANZ hasta 1994) y Nintendo Australia la relanzó a partir de entonces. También existe una versión para la Game Boy titulada Super Chase H.Q., que se lanzó exclusivamente en Norteamérica en 1994. El juego es similar al Taito Chase H.Q. de Game Boy (1991).
En 1996, Taito lanzó una emulación del arcade original para Sega Saturn en Japón, junto con Special Criminal Investigation en un solo disco.
En 2000, Chase H.Q. Secret Police fue lanzado para la Game Boy Color.
En julio de 2008, se relanzó la versión TurboGrafx-16 del juego en la consola virtual de Wii.
En 1989 se lanzó un spin-off titulado Crime City. El juego se desvía de la conducción tradicional en tercera persona y, en cambio, es un juego de disparos de desplazamiento lateral.

## Recepción
| Recepción contemporánea  | Recepción contemporánea                                          | Recepción contemporánea                                          | Recepción contemporánea                                          | Recepción contemporánea                                          |
| Puntajes de reseñas      | Puntajes de reseñas                                              | Puntajes de reseñas                                              | Puntajes de reseñas                                              | Puntajes de reseñas                                              |
| Publicación              | Puntuaciones                                                     | Puntuaciones                                                     | Puntuaciones                                                     | Puntuaciones                                                     |
| Publicación              | Arcade                                                           | Computadora                                                      | Consola                                                          | Portátil                                                         |
| ------------------------ | ---------------------------------------------------------------- | ---------------------------------------------------------------- | ---------------------------------------------------------------- | ---------------------------------------------------------------- |
| AS                       | Positivo                                                         | 840 (AMI) 868 (ZX)                                               | 928 (PCE)                                                        | N/A                                                              |
| Computer and Video Games | Positivo                                                         | 93 % (AMI) 93 % (ST) 97 % (ZX) 36 % (C64) 97 % (CPC)             | 86 % (SMS)                                                       | 31 % (GB) 90 % (GG)                                              |
| Crash                    | N/A                                                              | 95 % (ZX)                                                        | N/A                                                              | N/A                                                              |
| Famitsu                  | N/A                                                              | N/A                                                              | 24/40 (Famicom) 18/40 (SMD) 30/40 (EPC)                          | 23/40 (GG)                                                       |
| Gen4                     | N/A                                                              | 92 % (AMI)92 % (ST)                                              | 85 % (EPC)                                                       | N/A                                                              |
| Joystick                 | N/A                                                              | 92 % (AMI) 92 % (CPC) 90 % (ST)                                  | 89 % (EPC) 93 (SMS)                                              | 83 % (GG)                                                        |
| Sinclair User            | 9/10                                                             | 96 % (ZX)                                                        | N/A                                                              | N/A                                                              |
| The Games Machine        | N/A                                                              | 840/1000 (AMI) 868/1000 (ZX)                                     | N/A                                                              | N/A                                                              |
| Tilt                     | N/A                                                              | N/A                                                              | 5/5 (SMS)                                                        | N/A                                                              |
| Your Sinclair            | N/A                                                              | 94 % (ZX)                                                        | N/A                                                              | N/A                                                              |
| Commodore User           | 9/10                                                             | 70 % (IAM)                                                       | N/A                                                              | N/A                                                              |
| Premios                  |                                                                  |                                                                  |                                                                  |                                                                  |
| Publicación              | Premios                                                          | Premios                                                          | Premios                                                          | Premios                                                          |
| Premios Gamest           | Juego de éxito del año (décimo)                                  | Juego de éxito del año (décimo)                                  | Juego de éxito del año (décimo)                                  | Juego de éxito del año (décimo)                                  |
| Premios Golden Joystick  | Mejor conversión Coin-Op de 8 bits, Mejor banda sonora de 8 bits | Mejor conversión Coin-Op de 8 bits, Mejor banda sonora de 8 bits | Mejor conversión Coin-Op de 8 bits, Mejor banda sonora de 8 bits | Mejor conversión Coin-Op de 8 bits, Mejor banda sonora de 8 bits |
| Your sinclair            | Mejor juego de lectores de todos los tiempos,                    | Mejor juego de lectores de todos los tiempos,                    | Mejor juego de lectores de todos los tiempos,                    | Mejor juego de lectores de todos los tiempos,                    |
| Computer and Video Games | Hit C+VG                                                         | Hit C+VG                                                         | Hit C+VG                                                         | Hit C+VG                                                         |
| Crash                    | Crash Smash                                                      | Crash Smash                                                      | Crash Smash                                                      | Crash Smash                                                      |
| Sinclair User            | Clásico de SU                                                    | Clásico de SU                                                    | Clásico de SU                                                    | Clásico de SU                                                    |

### Comercialización
Tras su lanzamiento en las salas de juegos, Game Machine incluyó a Chase H.Q. en su edición del 15 de noviembre de 1988 como el segundo gabinete de juegos verticales de mayor éxito del mes en Japón. Se convirtió en el juego de arcade dedicado más taquillero de Japón en 1989. En el Reino Unido, fue un éxito en las máquinas recreativas, convirtiéndose en el mejor juego de máquinas recreativas con monedas en un momento dado.
Las conversiones de computadoras domésticas encabezaron la lista de ventas del Reino Unido en la Navidad de 1989. La versión ZX Spectrum del juego fue más tarde el número 2 en las listas de ventas del Reino Unido a principios de 1990, detrás de Rainbow Islands.

### Críticas
El juego de arcade fue muy bien recibido por la crítica. Computer and Video Games le dio una crítica positiva, afirmando que "por fin" es un "juego de carreras con algo más que hacer que simplemente dar vueltas en una pista para ganar el tiempo del curso". Concluyeron que es "rápido y desafiante con excelentes gráficos" y "buenos efectos de sonido claros" y es "definitivamente un ganador". ACE dijo que "el tema de Out Run sigue ampliándose y presentándose de diferentes maneras" como Power Drift, pero "Chase H.Q. es el mejor hasta ahora". Llegaron a la conclusión de que la conducción y la violencia del juego es "una combinación ganadora de monedas". La revista Crash dijo que "es un gran juego" y "la versión arcade definitiva de las películas de policías y ladrones". Según Arcade History, "podría decirse que fue el primer corredor a escala de sprites desde Out Run que realmente capturó la imaginación del público de los juegos".
Las conversiones de computadoras domésticas también fueron bien recibidas en su mayoría por los críticos. Las versiones de Amiga y Atari ST de 16 bits recibieron críticas positivas, mientras que las conversiones de ZX Spectrum y Amstrad CPC de 8 bits recibieron puntuaciones de revisión muy altas y generalmente se reconocen como las versiones de computadora doméstica más precisas y jugables de Ocean Software. Las tres revistas de ZX Spectrum le otorgaron un 94 % o más, elogiando la velocidad del juego y la originalidad. Crash le dio al juego el 95 %, mientras que Sinclair User le otorgó el 96 %. Por otro lado, la conversión Commodore 64 de 8 bits recibió una recepción generalmente negativa.
La conversión de Sega Master System fue bien recibida por la crítica. Computer and Video Games dijo que "la jugabilidad es tan emocionante como lo era en las salas de juegos" y "la emoción de alta velocidad de esta conversión hace que valga la pena echarle un vistazo".

### Aclamos
En los Gamest Awards de Japón de 1989, la versión arcade fue nominada a Mejor juego del año, por lo que obtuvo el décimo lugar. Según un anuncio de Ocean Software en 1989, la versión arcade fue votada como Juego Arcade del Año.
En los premios Golden Joystick Awards de 1989/1990, las versiones de computadora doméstica de 8 bits recibieron el premio a la Mejor conversión Coin-Op de 8 bits y la Mejor banda sonora de 8 bits. La versión de Spectrum también encabezó la lista de "Los mejores juegos del 89" de Computer and Video Games (junto con Super Mario Bros. 2 ). La versión de Spectrum fue votada como la número 1 en la encuesta Your Sinclair de los 100 mejores juegos de todos los tiempos de los lectores en 1993.

## Records
Brian Kuh de Weirs Beach, New Hampshire tiene el récord mundial oficial de arcade con una puntuación de 3.596.680 puntos logrados el 1 de junio de 2006 en Funspot Family Fun Center. Robert Gray de Dumfriesshire, Escocia, tiene el récord mundial oficial de MAME con una puntuación de 11,490,280 puntos logrados el 13 de junio de 2010.

## Legado
Chase H.Q. tuvo el éxito suficiente para ganar dos secuelas basadas en arcade: Special Criminal Investigation lanzada en 1989 y la extremadamente rara Super Chase: Criminal Termination lanzada en 1992. También obtuvo dos spin-offs: Run and Gun Crime City y el juego de preguntas Quiz H.Q.[cita requerida]
Special Criminal Investigation amplía el original con la adición de armas: el pasajero puede salir de la parte superior en forma de T de su Nissan 300ZX Z32 y disparar a los objetivos que se aproximan. Para aprovechar esto, los enemigos se colocan a lo largo del nivel e intentarán disparar o embestir al jugador mientras intentan perseguir al criminal principal. Desviándose de las pistas relativamente realistas que se ofrecen en el original, la secuela presenta persecuciones a través de cascadas y secciones inacabadas de carreteras elevadas.[cita requerida]
Super Chase: Criminal Termination fue el tercer lanzamiento de arcade de la serie Chase H.Q., lanzado en 1992.[cita requerida]
El juego de PlayStation de 1997 Ray Tracers, desarrollado y lanzado por Taito, ha sido descrito como "más o menos una continuación" del juego, con "solo unas pocas diferencias", como un sistema diferente de aumento de velocidad y un mayor variedad de objetivos.
En febrero de 2006, Chase H.Q.: Nancy Yori Kinkyuu Renraku (en español, Chase H.Q.: Llamada urgente de Nancy) se presentó en la feria comercial Arcade Operator's Union en Tokio. El juego fue lanzado como Chase H.Q. 2 a finales de año.
Saint Etienne grabó una pista de baile de demostración llamada "Chase H.Q." que se inspiró en el videojuego. Incluye muestras de "Oh man!" y "¡Punch the pedal!", exclamaciones hechas por Raymond Broady en el juego. La pista fue lanzada como bonus track en la reedición Deluxe de 2009 del álbum de 1991 de la banda, Foxbase Alpha.[cita requerida]
Chase H.Q., que consistía en embestir al coche enemigo mientras se evitaba el tráfico que se aproximaba, ha sido citada como precursora de la jugabilidad de títulos posteriores como Driver y Burnout.